# Cosimo Bolognino
Cosimo Bolognino (Siderno, 30 januari 1959) is een voormalig voetbalscheidsrechter uit Italië, die actief was op het hoogste niveau van 1992 tot 2005. Bolognino maakte zijn debuut in de Serie A op 9 mei 1993 in de wedstrijd Sampdoria–Pescara (1-1). Hij floot in totaal 139 wedstrijden in de Serie A en 118 duels in de Serie B.